# فيضانات الرياض في نوفمبر 2013
عاصفة الرياض نوفمبر 2013 هي عاصفة فيضانية ماطرة إجتاحت مدينة الرياض في يوم 16 نوفمبر 2013 وتسببت العاصفة بتشكل الفيضانات والسيول في عدة أحياء في مدينة الرياض وإطلاق صافرات الإنذار في حي السويدي جنوبي غرب الرياض وأعلنت مديرية الدفاع المدني عن وفاة مقيمة يمنية جراء السيول والفيضانات التي سببتها العاصفة.
تعتبر العاصفة هي الأعنف على مدينة الرياض منذ 1997م وبلغت نسبة الأمطار في الرياض أكثر من 60 ملم وسبب تشكل العاصفة هو عبور منخفض جوي في شمال السعودية وتكون منخفض سطحي فوق محافظة المجمعة الواقعة في شمال الرياض وتسبب المنخفض السطحي بعملية دوران السحب وثباتها عدة ساعات فوق مدينة الرياض.